# Nosorogi
Nosorógi (znanstveno ime Rhinocerotidae) so družina lihoprstih kopitarjev, ki se prvič pojavi v obdobju eocena pred okoli 50 milijoni let. Danes v savanah in travnatih pokrajinah Afrike živita dve, v Južni Aziji pa tri vrste. Črni nosorog, javanski nosorog in sumatrski nosorog so skrajno ogrožene, indijski nosorog pa prizadeta vrsta.
Nosoroge odlikujeta velikost in teža, saj lahko osebki katere koli vrste tehtajo čez 1 tono, dolgi pa so od dva do štiri metre. Na vsaki okončini imajo po tri prste. Na hrapavih nastavkih na lobanji sta pri afriških vrstah nasajena dva roga, v celoti zgrajena iz roževine, pri azijskih vrstah pa je rog le en. Nosorogi imajo do dva centimetra debelo varovalno kožo in za sesalce razmeroma majhne možgane (400-600 g). So rastlinojede živali, ki živijo posamič ali v parih. Dobro slišijo in vohajo, toda slabo vidijo. Večina nosorogov živi okoli 50 let, lahko pa tudi dlje.

## Družbeni sistem
Čeprav so nosorogi večinoma samotarski, pa mlade živali lahko potujejo v skupini. Odrasli samci vseh vrst so ozemeljski, samice pa ne. Samec označi meje s kupi iztrebkov, ki so visoki do 1 m. Na istem ozemlju lahko živijo tudi šibkejši samci, dokler se ne poskušajo pariti. Kadar prideta skupaj dva enako močna samca indijskega nosoroga, se spopadeta s čekanastimi sprednjimi sekači. Boj se pogosto konča s smrtjo enega izmed njiju.

## Razmnoževanje
Brejost traja 17 do 18 mesecev in približno 24 mesecev pri materi sesa en sam mladiček, ki že takoj po rojstvu lahko hodi. V prvem letu doseže dva metra dolžine in skoraj en meter višine.

## Evolucija nosorogov
Nosorogi so doživeli vse stopnje razvoja sesalcev. Pred približno 60 milijoni let so bili še veliki kakor jazbec. Kasneje so dobili orjaško postavo. Takrat so dosegli 4 do 5 metrov plečne višine. Poseljevali so Ameriko, Evropo, Azijo in Afriko. Ker so imeli gosto dlako, so preživeli tudi ledene dobe.

## Klasifikacija
Nekaj vrst nosorogov je izumrlo v geološko nedavnih časih, v Aziji je od oligocena do miocena (pred 35-15 milijoni let) živel orjaški nosorog kakor tudi gosto dlakav volnati nosorog (tudi dlakavi nosorog) iz Evrazije. 
- Družina Rhinocerotidae
  - Poddružina Rhinocerotinae
    - Tribus Aceratheriini
      - Aceratherium (izumrli)
      - Acerorhinus (izumrli)
      - Alicornops (izumrli)
      - Aphelops (izumrli)
      - Chilotheridium (izumrli)
      - Chilotherium (izumrli)
      - Dromoceratherium (izumrli)
      - Floridaceras (izumrli)
      - Hoploaceratherium (izumrli)
      - Mesaceratherium (izumrli)
      - Peraceras (izumrli)
      - Plesiaceratherium (izumrli)
      - Proaceratherium (izumrli)
      - Sinorhinus (izumrli)
      - Subchilotherium (izumrli)

    - Tribus Teleoceratini
      - Aprotodon (izumrli)
      - Brachydiceratherium (izumrli)
      - Brachypodella (izumrli)
      - Brachypotherium (izumrli)
      - Diaceratherium (izumrli)
      - Prosantorhinus (izumrli)
      - Shennongtherium (izumrli)
      - Teleoceras (izumrli)

    - Tribus Rhinocerotini
      - Gaindatherium (izumrli)
      - Rhinoceros - indijski nosorog & javanski nosorog

    - Tribus Dicerorhinini
      - Coelodonta - volnati nosorog (izumrli)
      - Dicerorhinus - sumatrski nosorog
      - Dihoplus (izumrli)
      - Lartetotherium (izumrli)
      - Stephanorhinus (izumrli)

    - Tribus Ceratotheriini
    - Ceratotherium - beli nosorog
    - Tribus Dicerotini
    - Diceros - črni nosorog
    - Paradiceros (izumrli)

  - Poddružina Elasmotheriinae
    - Gulfoceras (izumrli)
    - Tribus Diceratheriini
      - Diceratherium (izumrli)
      - Subhyracodon (izumrli)

    - Tribus Elasmotheriini
      - Bugtirhinus (izumrli)
      - Caementodon (izumrli)
      - Elasmotherium - orjaški nosorog (izumrli)
      - Hispanotherium (izumrli)
      - Huaqingtherium (izumrli)
      - Iranotherium (izumrli)
      - Kenyatherium (izumrli)
      - Menoceras (izumrli)
      - Ougandatherium (izumrli)
      - Parelasmotherium (izumrli)
      - Procoelodonta (izumrli)
      - Sinotherium (izumrli)